# 1987 في أفغانستان
فيما يلي قوائم الأحداث التي وقعت خلال عام 1987 في أفغانستان.

## سياسة

### تعيين في المنصب
- 30 سبتمبر – محمد نجيب الله Chairman of the Revolutionary Council of Afghanistan ‏،رئيس أفغانستان.

### انتهاء فترة المنصب
- 30 نوفمبر – محمد نجيب الله Chairman of the Revolutionary Council of Afghanistan ‏.

## مواليد

### يونيو
- 15 يونيو – روح الله نيكبا لاعب تايكوندو أفغانستاني.

## وفيات

### فبراير
- 4 فبراير – مينا كشور كمال (مواليد 1956)